# Консультативный перевод
Консультативный перевод — вид устного технического перевода, выполняемый консультантом-переводчиком или референтом-переводчиком, который может использовать знания адресата перевода в качестве основного источника специальной информации.
Консультативный перевод предназначен для специалиста, которому консультирующий переводчик помогает своим знанием иностранного языка и умением пользоваться источниками информации сориентироваться в материале на иностранном языке и принять решение в отношении дальнейшей его обработки.

## Виды консультативного перевода
Различаются следующие виды консультативного перевода:
- устное аннотирование
- устное реферирование
- выборочный перевод с листа
- устный перевод заголовков

## Стиль консультативного перевода
Стиль консультативного перевода — разговорный и определяется отношениями между переводчиком и заказчиком перевода, устанавливающимися в процессе совместной работы.

## Требования к консультанту-переводчику
Консультант-переводчик должен обладать следующими знаниями и умениями:
- умение спрашивать заказчика перевода так, чтобы получить в своё распоряжение все необходимые ему объяснения, специальные сведения и профессиональную терминологию
- знание иностранного языка в степени, достаточной для понимания
- знание родного языка в степени, достаточной для грамотного изложения
- умение пользоваться рабочими источниками информации